# Insurgência em Punjab
A insurgência no estado indiano de Punjab teve origem no final dos anos 1970, no momento em que revolucionários sikhs juntamente com os proponentes do Khalistan se voltaram para a militância. As raízes da insurgência foram muito complexas, com os principais fatores sendo o reconhecimento inadequado do siquismo e da língua punjabi e o alegado mau tratamento por parte do governo do Partido do Congresso Nacional Indiano desde a sua criação 1947. Com todas as escolas em Punjab ensinando hindi  as crianças punjabis, pais e líderes comunitários começaram se preocupar. 
O movimento civil Punjabi Suba foi iniciado para abordar a questão linguística e a restauração do punjabi como a língua oficial do Punjab. O movimento Punjabi Suba seria proibido pelo governo em 14 de abril de 1955.   Durante este tempo, os Sikhs enfrentariam muita humilhação e dificuldades, incluindo manifestantes pacíficos e peregrinos inocentes sendo espancados, atingidos com tijolos, presos e incursões nos templos.  Depois da Guerra Indo-Paquistanesa de 1965, o punjabi foi finalmente reconhecido como a língua oficial do Punjab, em 1966, quando a região de Punjab foi dividida nos estados de Himachal Pradesh, o novo estado de Haryana e o atual Punjab 
No entanto isso não resolveu todos os problemas, e a comunidade sikh ainda se sentindo alienada dentro da Índia, apresentou uma resolução para resolver todas as queixas que tinham com o estado indiano. Em 1973, os sikhs apresentaram a Resolução Anandpur Sahib.  No âmbito desta resolução foram incluídas questões de interesses religiosos e políticos. De questões fáceis de reconhecer como o sikhismo como uma religião até permitir que todos os estados na Índia definissem as políticas estaduais locais e não fossem obrigados a obter autorização do governo central. A resolução Anandpur foi rejeitada pelo governo, mas o líder religioso Jarnail Singh Bhindranwale se juntou ao Akali Dal para lançar a Dharam Yudh Morcha em 1982, uma marcha pacífica, a fim de aplicar a Resolução Anandpur Sahib. Milhares de pessoas se juntaram ao movimento, sentindo que representava uma verdadeira solução para demandas como a partilha maior de água para irrigação e o retorno de Chandigarh para Punjab.  O governo do Congresso decidiu reprimir a agitação de massas com mão pesada; mais de cem pessoas foram mortas em disparos da polícia.  As forças de segurança prenderam mais de 30.000 sikhs em dois meses e meio.  Depois disto, Bhindranwale sugeriu que era hora de uma abordagem militante com o auxílio de armas para resolver os problemas da maioria da população de Punjab o que levaria ao início da insurgência. [carece de fontes?]
Em 6 de junho de 1984, Bhindranwale foi morto a tiros na Operação Estrela Azul (Operation Blue Star) e em 31 de outubro de 1984 Indira Gandhi foi assassinada por seus guarda-costas sikhs Satwant Singh e Beant Singh. Estes dois eventos desempenharam um papel importante para a violência sikh e anti-sikh que consumiria Punjab até o início dos anos 1990. 

## Raízes da insurgência

### Movimento Punjabi Suba
Nos anos 1950 e 1960, as questões linguísticas na Índia causaram desordem civil quando o governo central declarou o hindi como a língua nacional da Índia. Por exigir que o punjabi fosse a língua oficial do Punjab, um total de 12 mil sikhs foram presos por suas manifestações pacíficas em 1955 , incluindo vários líderes Akali inclusive Tara Singh,  Gurcharan Singh Tohra, e Jathedar de Akal Takht Achchhar Singh.  O movimento nacional de grupos linguísticos que buscavam um Estado resultou em uma reorganização maciça de estados de acordo com as fronteiras linguísticas em 1956. Naquela época, o Punjab indiano tinha sua capital em Shimla, e apesar da grande maioria dos sikhs viverem em Punjab, eles ainda não formavam uma maioria. Porém, caso Haryana e Himachal pudessem ser separados os sikhs poderiam ter um Punjab em que constituiriam uma maioria de 60 por cento contra os hindus sendo 40 por cento.  O Akali Dal, um partido político dominado pelos sikhs, ativo principalmente no Punjab, buscava criar um Punjabi Suba. Este caso foi apresentado à Comissão de Reorganização dos Estados criada em 1953.

### Impactos econômicos da Revolução Verde
Enquanto a revolução verde em Punjab teve vários impactos positivos, a introdução das técnicas agrícolas mecanizadas conduziu ao desemprego. Os jovens desempregados poderiam ter sido absorvidos pelo desenvolvimento industrial, mas o governo indiano era relutante em criar indústrias pesadas em Punjab, devido a seu status como um estado fronteiriço de alto risco com o Paquistão.  Os jovens sikhs desempregados do campo resultantes foram atraídos para os grupos militantes, e formaram a espinha dorsal da combatividade. 

### Militância
Uma parte dos sikhs se voltaram para a militância no Punjab; alguns grupos militantes sikhs destinados a criar um Estado independente chamado Khalistan através de atos de violência dirigidos a membros do governo indiano, exército ou forças. Outros exigiam um estado autônomo dentro da Índia, com base na Resolução Anandpur Sahib. Um grande número de sikhs condenaram as ações dos militantes. 
Em 1983, a situação no Punjab se tornou altamente volátil. Em outubro de 1983, alguns militantes sikhs pararam um ônibus e atiraram em seis passageiros hindus. No mesmo dia, outro grupo de extremistas mataram dois funcionários em um trem.:174 O governo central liderado pelo Congresso indeferiu o seu próprio governo de Punjab, declarou estado de emergência, e impôs o domínio presidencial no estado. Durante os cinco meses que antecederam a Operação Estrela Azul, de 1 de janeiro de 1984 a 3 de junho de 1984, 298 pessoas foram mortas em diversos incidentes violentos em todo Punjab. Nos cinco dias anteriores à operação, 48 pessoas foram mortas na violência :175

## Operação Estrela Azul
A Operação Estrela Azul, que ocorreu entre os dias 3-8 de junho de 1984 foi uma operação militar indiana, ordenada por Indira Gandhi, então primeira-ministra da Índia,  para eliminar Jarnail Singh Bhindranwale no Templo Dourado em Amritsar. Jarnail Singh Bhindranwale foi acusado de acumular armas no templo sikh e iniciar uma grande insurreição armada. 
O governo parecia incapaz de parar a violência em Punjab, Haryana, e Deli. Indira Gandhi ordenou ao exército a invadir o complexo de templos em Punjab. A Operação Estrela Azul foi parcialmente bem sucedida.  Várias unidades do exército, juntamente com forças paramilitares cercaram o complexo de templos em 3 de Junho de 1984. O exército continuou solicitando aos militantes a se renderem, utilizando o sistema de endereço público, mas de acordo com os civis no interior do complexo nenhum dos anúncios foram feitos e o exército denominou todos dentro do complexo como inimigos. Os militantes foram solicitados a enviar os peregrinos das instalações do templo para segurança, antes de começar a combater o exército. No entanto, nada aconteceu até 07:00.  O general Brar, então, perguntou a polícia se eles poderiam enviar emissários no interior para ajudar a tirar os civis, mas a polícia afirmou que qualquer enviado para dentro seria morto pelos militantes. Acreditavam que os militantes mantinham os peregrinos no interior para deter o exército de entrar no templo. Finalmente, cerca de cem pessoas doentes e idosas foram soltas. Essas pessoas informaram o exército que os outros não estavam sendo autorizados a sair.  O exército tinha grosseiramente subestimado o poder de fogo possuído pelos militantes. Assim, tanques e artilharia pesada foram usados para reprimir a força antitanque e tiros de metralhadora. Após um tiroteio 24 horas, o exército finalmente tomou o controle do complexo do templo. De acordo com o exército indiano, 136 soldados do exército foram mortos  e 249 feridos. Enquanto as baixas insurgentes foram 493 mortos e 86 feridos. Os números não oficiais colocam também nos milhares. Juntamente com os insurgentes, muitos fiéis inocentes foram pegos no fogo cruzado. As estimativas de pessoas inocentes mortas na operação variam entre algumas centenas de pessoas.

## Massacre dos sikhs
A Operação Estrela Azul inflamou a comunidade sikh. Muitos viram isto como um ataque à sua religião e crenças.
Em 31 de outubro de 1984, a primeira-ministra da Índia, Indira Gandhi foi assassinada por seus dois guarda-costas sikhs. Na sequência do assassinato de Indira Gandhi, tumultos supostamente liderados por líderes do Congresso, que ainda estão enfrentando processos judiciais , promoveram desordens pelas ruas de Nova Deli e outras partes da Índia durante os próximos dias, matando vários milhares de sikhs. A polícia "trabalhou para destruir uma grande parte das provas sobre quem estava envolvido com as mortes por se recusar a registrar um First Information Reports"  Centenas de outros foram recusados porque as vítimas pretendiam nomear os líderes do Congresso como Sajjan Kumar, HKL Bhagat e Jagdish Tytler. A Human Rights Watch relata "Nos meses seguintes aos assassinatos, o governo procurou não processar ou indiciar quaisquer pessoas, incluindo oficiais, acusados em qualquer caso de homicídio, estupro ou incêndio criminoso."  Centenas de mortes estão ainda sem estar até mesmo registadas pela polícia.  A polícia de Nova Delhi foi relatada não ter feito nada para impedir os tumultos, tal como o Estado e o governo central.  Seria apenas depois de três dias de tumultos na capital do país que o exército foi chamado para restaurar a ordem.  Como a violência aumentou, hindus punjabis foram mortos em retaliação e fugiram de seu estado de origem. 

## Após os distúrbios
Os motins anti-sikhs em todo norte da Índia teve repercussões em Punjab. Vários hindus foram mortos pelas gangues desorganizadas de militantes sikhs.  Os trens foram atacados e pessoas foram baleadas após serem retiradas de ônibus. Em 1987, 32 hindus foram retirados de um ônibus e baleados perto de Lalru, em Punjab, por sikhs e militantes muçulmanos . De acordo com a Human Rights Watch "No início, em 1980, os separatistas sikhs no Punjab atacaram não Sikhs no estado .
O filho de Indira Gandhi e sucessor político, Rajiv Gandhi, tentou, sem sucesso, trazer a paz para Punjab (ele não foi capaz de fazê-lo porque sua vida foi abruptamente encerrada em uma explosão planejada pelos Tigres de Liberação do Tamil Eelam). Entre 1987 e 1991, Punjab foi colocado sob o governo de um presidente ineficaz e foi governado a partir de Delhi. As eleições seriam, posteriormente, realizadas em 1992, mas o número de eleitores foi 	
medíocre. Um novo governo do Congresso foi formado e este deu carta branca ao chefe de polícia do estado, K.P.S. Gill.
Gill foi implacável contra os civis e os insurgentes da mesma forma, e seus métodos enfraqueceram severamente o movimento de insurgência. No entanto, o reinado de Gill é considerado como um dos mais sangrentos da história do país, milhares de sikhs inocentes foram mortos em confrontos falsos e incontáveis desapareceram de seus lares na obscuridade. Sua força policial também foi acusada de crimes como estupro e tortura de mulheres e crianças, de acordo com vários relatórios da Amnistia Internacional e da Human Rights Watch. 